# Doucen
Doucen (în arabă دوسان) este o comună din provincia Biskra, Algeria.
Populația comunei este de 26.455 de locuitori (2008).